# Vitória Cristina Rosa
Vitória Cristina Silva Rosa, född 12 januari 1996 i Rio de Janeiro, är en friidrottare fran Brasilien som tävlar i sprint.
Hennes största merit är guldmedaljen vid Panamerikanska spelen 2019 över 4 x 100 meter med det brasilianska laget. Dessutom tog hon silver under samma tävling på 200 meter och brons på 100 meter. Rosas bästa placering i världsrankningen var en sjätte plats över 100 meter och plats åtta över 200 meter. Hon deltog vid Olympiska sommarspelen 2016 och 2020.